# Темска
 Тази статия е за селото.  За реката, наричана също Темска, вижте Темщица.  
Темска, в миналото и Темско, (на сръбски: Темска или Temska) е село в Сърбия, община Пирот. В 2002 година селото има 908 жители. Край селото е разположен Темският манастир „Свети Георги“, както и хидроцентралата Темац.

## География
Селото е разположено на север от град Пирот, на брега на река Темщица.

## История
През Средновековието в района на селото е съществувала българската крепост Темъц (Темско). В 1408 година, по време на въстанието на Константин и Фружин, синът на Баязид I Сюлейман успява да овладее с бой тази крепост от българите.
През 1454-1455 Темска е тимар на диздаря Ахмед и има 44 домакинства и 3 вдовици. В съкратен регистър на Пиротския кадилък от 1530 година Темска е отбелязана като село с 67 домакинства, 11 неженени жители и 4  вдовици. В джелепкешански регистър на Пиротски кадилък от 1581 година като джелепи са отбелязани местните жители поп Влад и Димьо Илин, които имат задължението да предадат на държавата общо 65 овце. В османски данъчни регистри на немюсюлманското население от вилаета Изнебол от 1623-1624 година Темска е отбелязана като село с 28 джизие ханета (домакинства). Според информация от надпис в Темския манастир по време на Австро-турската война (1683-1699) град Темъц е бил опустошен от унгарци През 1863 година кмет на селото (коджабашия) е Пенчo Павлов.
През декември 1877 година, след включването на Сърбия в Руско-турската война в селото навлизат сръбски войски. По Берлинския договор от 1878 година то е включено в състава на Сърбия. В 1879 година Темска има 167 домакинства. През 1897 година етнографът Тихомир Джорджевич отбелязва, че в селото има два оброка - на Свети Спас от дясната страна на река Темщица и на Света Петка Търновска („Св. Петка Търнова“) от лявата страна на реката. При оброка на Света Петка, на основите на стара църква е издигната нова.
През 1916 година, по време на българското управление на Моравско, Темска е център на община в Пиротска околия и има 2700 жители. През 1941-1944 година селото отново е в границите на военновременна България. В 1942 година, след като наводнение отнася моста на река Темска, с държавни средства е построен нов мост на стойност 100 000 лева.

## Личности
- Партений (17 век – 1725/1726) – игумен на Темския манастир.